# Jan Waněk
Jan Waněk (4. března 1842 Velký Ořechov – 23. ledna 1927 Praha) byl český správce panství, amatérský historik, konzervátor a archeolog, významná postava rané archeologie oblasti Kolínska a Kouřimska. Ve spolupráci především s archeologem J. L. Píčem se podílel na několika archeologických průzkumech v této části středních Čech.

## Život

### Mládí
Narodil se ve Velkém Ořechově nedaleko Zlína na jihovýchodní Moravě. Získal dobré vzdělání a vykonával práci hospodářského úředníka. Roku 1883 přijal místo správce panství Kounice a statku Radim u Kolína v majetku rodu Lichtenštejnů.

### Archeologie
Od 80. let 19. století se začal amatérsky zabývat archeologií. Pod odborným dohledem Josefa Ladislava Píče, jedné z nejvýznamnějších osobností soudobé archeologie, provedl několik archeologických průzkumů v oblasti jím spravovaných panství. Podílel se na odkrytí především pozůstatků osídlení oblasti germánským kmenem Markomanů z období Římského císařství, mezi jedny z jeho největších nálezů patří žárové markomanské pohřebiště a pozůstatky osídlení na vrchu Pičhora poblíž Dobřichova.

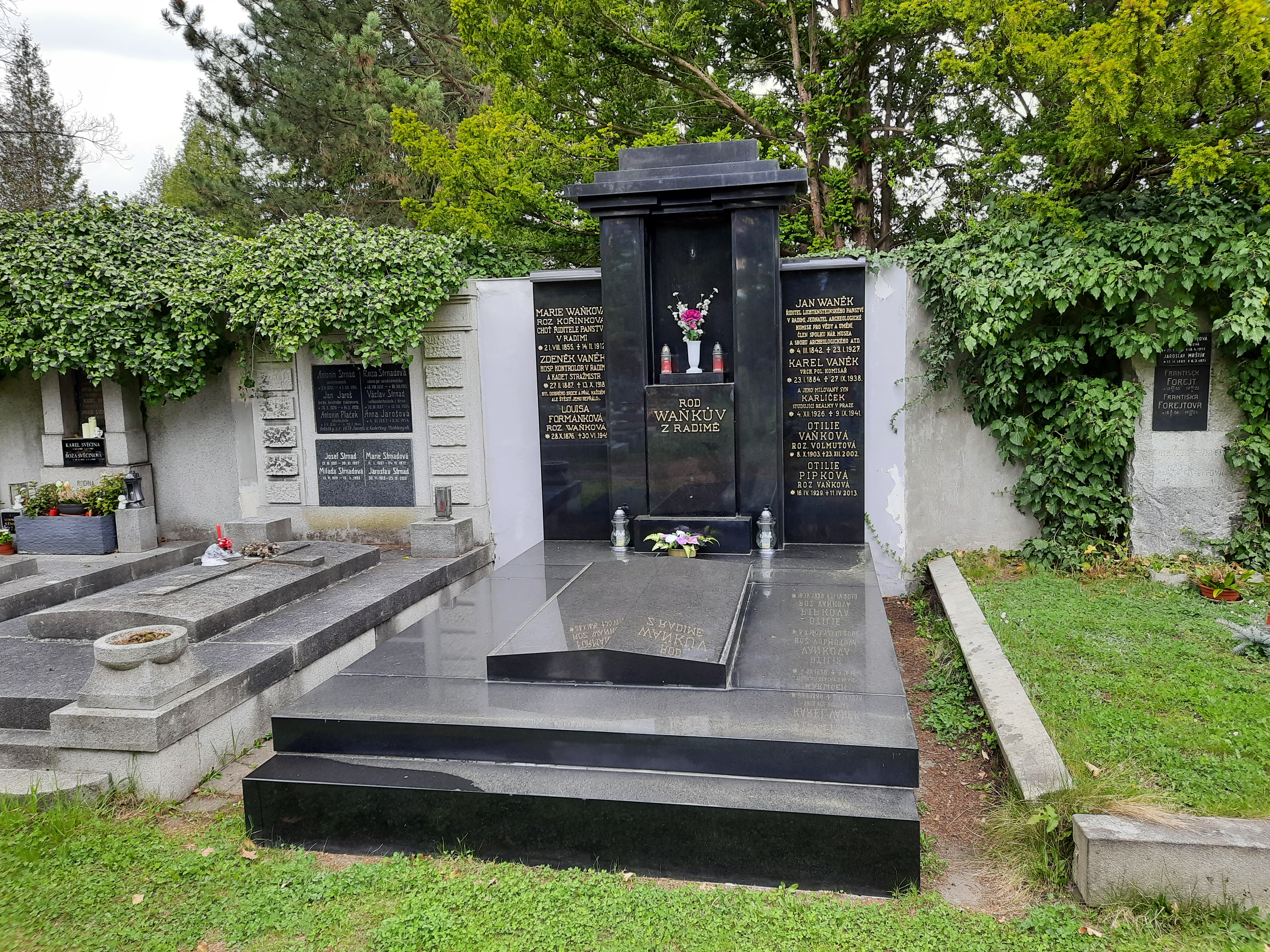
Hrob rodiny Waňkovy na Centrálním hřbitově v Kolíně

Roku 1890 se stal dopisujícím členem Archeologického sboru Národního Muzea, roku 1891 potom činným členem Společnosti Národního Muzea. Roku 1895 byl jmenován jednatelem Archeologické komise České akademie věd a umění pro kolínskou oblast, téhož roku se podílel na založení Muzejní jednoty v Kolíně, stojící za vznikem městského muzea. Spolupracoval rovněž s Muzejní jednotou v Českém Brodě, roku 1906 byl zvolen předsedou kouřimského muzejního spolku.
Roku 1911 místo panského správce opustil a odešel do penze. Přestěhoval se do Prahy, kde dožil.

### Úmrtí
Jan Waněk zemřel 23. ledna 1927 v Praze ve věku 84 let. Pohřben byl v rodinné hrobce na Centrálním hřbitově v Kolíně.